# Димитър Косев (пианист)
Вижте пояснителната страница за други личности с името Димитър Косев.
Димитър Косев е български музикант – диригент и пианист.

## Биография
Роден в град Русе през 1992 г. Младият диригент и пианист Димитър Косев е възпитаник на Националното училище по изкуствата „Проф. Веселин Стоянов“ в града. Веднага след завършване на средното си образование е приет в Prayner Konservatorium – Виена, Австрия, със специалност дирижиране и пиано при проф. Максимилиан Ченчич и проф. Щефан Мьолер. През 2014 г. на 21 години завършва Консерваторията с пълно отличие. Малко след това асистира в консерваторията проф. Йосеф Щолц в класа по оперно майсторство. Работил заедно с Passion Artists и Vienna Traditional Classic Orchestra. Лауреат на I награда за модерна музика на Lothar Bandermann в майсторския клас Vienna Young Pianiasts VYP Academy – Виена 2006 г. и за изпълнение на Едвард Григ през 2007 г.
Димитър Косев дебютира на диригентския подиум в България през ноември 2013 г. на откриването на Международния конкурс „Франц Шуберт“ в Русе.
В началото на 2015 г. дирижира Новогодишния концерт на Русенска Филхармония. От февруари 2016 г. е щатен диригент в Държавна опера Стара Загора, а от октомври 2017 г. – в Държавна опера Русе.
През лятото на 2020 г. е избран единодушно за главен диригент на Държавна опера Русе.
 Диригент на премиерни спектакли на „Дон Паскуале“, „Джани Скики“, „Вълшебната флейта“, „Дон Жуан“ „Сватбата на Фигаро“, „Севилския бръснар“, „Парижки Живот“, „Царицата на чардаша“, „Луд Гидия“, „Набуко“, „Хубавата Елена“, „Петя и Вълка“, „Прилепът“, „Травиата“ и други. 
Диригент е на спектаклите „Класиката среща ABBA“ и „Класиката среща Queen“. Диригент и инициатор на спектаклите „45 години Диана Експрес – Symphony 2019“, „Да те жадувам аз“ – Група Сигнал и Русенска Филхармония, „Queen – Шоуто продължава“, „Children in Time“ – Deep Purple & Rainbow tribute concert, „Here we go…again“ – Whitesnake tribute concert и „Фалшив герой“ – Класиката на Тодор Колев. Поставя световната премиера на рок симфонията „Queen’s Hits“ от Любомир Денев. През юли 2016 г. дирижира премиерата на спектакъла на Калин Вельов и Тумбаито „Симфонична фиеста“ със златните български хитове от 60-те и 70-те. Най-ефектният самостоятелен проект на Димитър Косев е „ДЖАЗОСПЕКЦИЯ“ по музика на френския композитор Клод Болинг и филма „Baraka“ на Рон Фрик.
В края на ноември 2016 г. по специалната покана на световноизвестното мецосопрано Веселина Кацарова дирижира спектакъла в Държавна опера Стара Загора, посветен на 80-годишнината от рождението на композитора Красимир Кюркчийски. През 2017 г. закрива футболния мач между Барселона и отборът на Христо Стоичков дирижирайки песента „Барселона“ на Фреди Меркюри и Монсерат Кабайе.
На 28 декември 2018 г. дирижира коледния концерт на Софийска Филхармония в зала „България“.

## Между класиката и рока
Извън диригентската си кариера Димитър Косев е свирил и с групите П.И.Ф., СИГНАЛ, Division One, Lumberjack Blues Band, Jimi Nicoll Blues Band, Paulo Luemba – Family Business, Alive´N Kickin, Kristal Bardess като басист, пианист и барабанист както и на една сцена с Милица Гладнишка, Васил Петров, Диана Експрес, Цветан Недялков (Ку-Ку Бенд), Поли Генова, Мариана Попова, братя Аргирови, Люси Дяковска, група „СИГНАЛ“, Димо Стоянов – П.И.Ф., Ненчо Балабанов, Антоанета Добрева – Нети, Дует „Мания“, Николо Коцев, Теодор Койчинов, Дивна, Адриана Николова – Печенката, Панайот Панайотов, Звезди Керемедчиев – (Ахат), Константин и Александър Владигерови, Ангел Заберски, Калин Вельов, Стоян Янкулов – Стунджи.
През 2015 г. заедно с акустичния проект „Kristal Bardess‘‘ е избран от продуцента на групата The Rolling Stones в топ 20 на световния конкурс за авторска музика „Call for Legends“ на компанията Shure.
Печели конкурса за авторска музика „БГ Таланти“ и заедно с Божидара Симеонова са финалисти на конкурса „Бургас и Морето“ 2016 г.
През 2019 г. дирижира световноизвестната немска хевиметъл група „ACCEPT“ заедно със симфоничен оркестър по време на заснемането на концертното DVD - "ACCEPT and the Orchestra of Death".
Носител на наградата на JCI – „Най-изявените млади личности на България“ в категорията „Културно постижение“. През същата година е удостоен със златна значка „Русе“ от кмета на Община Русе Пламен Стоилов и е избран за лице на Русе и за културен посланик на града. Част от класацията на Дарик Радио – „40 до 40“ за млади и вдъхновящи личности на 2018 г.
В началото на 2019 г. диригентът Димитър Косев е отличен с престижната награда „Златно перо“ за 2019 г. Всяка година от 1995 година насам престижните отличия „Златно перо“ се присъждат за принос към българската култура и изкуство. 
Диригентът Димитър Косев е избран от слушателите на БНР за „Млад музикант на годината“ 2020.